# Street Fighter – Harc a végsőkig
A Street Fighter – Harc a végsőkig (eredeti cím: Street Fighter) 1994-ben bemutatott amerikai akciófilm, amelyet Steven E. de Souza írt és rendezett, az azonos című videójáték-sorozat alapján. A főbb szerepekben Jean-Claude Van Damme, Raúl Juliá, Byron Mann, Damian Chapa, Kylie Minogue, Ming-Na Wen és Wes Studi látható.
Az Amerikai Egyesült Államokban 1994. december 23-án bemutatott film anyagi sikert aratott a jegypénztáraknál, de a kritikusok negatívan fogadták. Juliá alakítását mint negatív főszereplő – a színésznek ez volt a legutolsó filmszerepe, a forgatás után két hónappal elhunyt – azonban méltatták.
A film rebootja 2009-ben jelent meg Street Fighter: Chun-Li legendája címmel, de anyagi és kritikai bukás lett.

## Cselekmény
Egy multinacionális katonai erőnek, az Allied Nationsnek sikerült a kitalált délkelet-ázsiai Shadaloo nemzetet rávennie a küzdelemre egy hadvezérből lett drogbáró fegyveres erőivel szemben, név szerint M. Bison (Raúl Juliá), aki nemrég több tucat humanitárius munkást ejtett foglyul. Egy élő kétirányú TV-adásban Bison 20 milliárd dolláros váltságdíjat követel az Allied Nations regionális parancsnokától, William F. Guile-tól (Jean-Claude Van Damme), vagy pedig megöli a túszokat, és a világ Guile-t és az Allied Nationst fogja felelősnek tartani. Guile segéde, Cammy (Kylie Minogue) csak részben tudja lenyomozni Bisont, amiből kiderül, hogy a rejtekhelye valahol a folyó deltájának környékén helyezkedik el, Shadaloo városán kívül.
A foglyul ejtett egyesült nemzetek segélyezési munkásai között van Carlos “Charlie” Blanka, békefenntartó és Guile egyik közeli barátja. Bison arra utasítja csatlósait, hogy vigyék Blanka-t egy laboratóriumba, ahol egy mutáns katonát csinálnak belőle, sokak közül az elsőt Bison terve szerint, segítségével akarja a világot az uralma alá hajtani. Az inkubációs kamrába helyezve, rettenetes képeket mutatnak neki, hogy átmossák az agyát és ezzel egy gyilkológépet csináljanak belőle, ami nem gondolkodik. Dr. Dhalsim (Roshan Seth), egy tudós a túszul ejtettek közül, eldönti, hogy szabotálja Bison tervét és megpiszkálja az agymosás folyamatát, amivel sikerül megtartania Blanka emberiességét.
Eközben, egy földalatti küzdőtérben, Ryu Hoshi (Byron Mann) és Ken Masters (Damian Chapa) megpróbálnak eladni, hamis fegyvereket Shadaloo Tong bűnszövetkezet vezetőjének, Viktor Sagat-nak (Wes Studi). Terve, hogy megölje mindkettőjüket, az által, hogy megküzdenek a bajnokával Vega-val (Jay Tavare), azonban eközben Guile beront az épületbe és mindenkit őrizetbe vesz, kijárási tilalom megszegéséért. Mikor később látja Ryu-t és Ken-t harcolni Sagat embere ellen a börtönben, Guile rájön, hogy tudnának neki segíteni Bison megtalálásában, így megbízza Ryu-t és Ken-t, hogy szivárogjanak be Sagat bandájába egy önirányító rendszerrel, miközben megrendeznek egy börtönszökést és saját halálukat. A tervben azonban akad egy kis bökkenő, amikor egy riporter, Chung-Li Zang (Ming-Na Wen), aki bosszút akar állni Bison-on, apja haláláért, megtudja, hogy Guile életben van. Társai, E. Honda (Peter “Navy” Tuiasosopo), szumó birkózó és Balrog (Grand L. Bush), profi bokszoló, mind ketten ellenszenvesek Sagat számára, miután lerombolták hírnevét, megkísérlik Bison és Sagat megölését egy bombával, amely el is pusztítja Bison fegyvereit, de a diktátort nem sikerül megölniük. Chun-Li és barátai fogságba esnek, mikor látszólag Ryu és Ken ellenük fordul, hogy elnyerjék Bison bizalmát és lehetővé tegyék Guile számára, hogy lenyomozza rejtekhelyét. Mikor az erődbe érnek, (ami egy Kambodzsai templom alá épült és hasonló az Angkor Wat-hoz) kiszabadítják Balrog-ot és Honda-t és négyen elindulnak megkeresni Chun-Li-t.Sajnálatos módon, mikor megérkeznek, megszakítják Chun-Li-t annyi időre, hogy Bison megszökhessen és csapdába ejthesse őket, egy nyugtató gázzal.
Eközben, az Allied Nations-nek sikerül meghatároznia Bison főhadiszállásának helyzetét, Ryu önirányító rendszerének segítségével, viszont Bison légvédelme túl erős, ezért azt tervezik, hogy egy kétéltű támadást indítanak a bázis ellen. Egy csapat béketárgyaló informálja Guile-t, hogy az invázió, többé nem engedélyezett, mivel a váltságdíj követelést ki fogják fizetni, de Guile tiltakozik az ellen amit lát.
Ahogy Guile, T. Hawk (Gregg Rainwater) és Cammy felfelé tartanak a folyón, a fegyverrendszert próbálják meg használni, a páncélozott motorcsónakjukon, hogy felrobbantsák Bison radar rendszerét. Bison észreveszi a hajót és kikapcsolja annak álcázó rendszerét, majd vízalatti bombák segítségével felrobbantja azt. Azonban, Guile és két kísérője éppen elkerülik a robbanást és belopódznak az erődbe, ahol Guile-re rátámad a szörnyen mutált Blanka, aki hamar felismeri Guile-t, mint barátját. Guile arra készül, hogy megöli Blanka-t, hogy véget vessen szenvedésének, de Dhalsim közbelép és meggyőzi Guile-t, hogy ne tegye. Ugyanebben az időben, a 72 órás limit amit Bison adott a váltságdíj kifizetésére, lejár és mikor Bison megtudja, hogy a pénzt nem fizették ki, úgy dönt, hogy megöli a túszokat. Miután megtudja Dhalsim-tól, hogy Bison, Blanka-val akarja kivégeztetni a túszokat, Guile, elrejtőzik Blanka inkubációs kamrájába és megtámadja Bison-t az irányító központban. Egy időben, egy hatalmas csata bontakozik ki az Allied Nations és Bison csapatai között, miközben Guile és Bison is saját párbajukat tartják. Ken megpróbálja elhagyni a csatát, de visszatér, hogy megmentse Ryu-t egy csapdától és ketten, legyőzik Vega-t és Sagat-ot egy heves harc után.
Guile és Bison harca közben akkorára nő a feszültség, hogy Guile belerúgja Bisont egy merevlemezekkel teli helybe, amelyek látszólag halálos áramütést okoznak a hadvezérnek, amíg nem egy automatikus újraélesztő rendszer vissza nem hozza az életbe. Bison ezután felfedi, nyereségét biztosító fegyverét: egyenruhája, elektromágnesességgel működik, lehetővé téve számára, hogy repüljön és villámokat lőjön, ezzel Guile számára nehézségeket okozva. Bison istennek állapítja meg magát, mielőtt nekirepülne Guile-nek, megadva a halálos csapást. Azonban Guile ellentámad és egy jól időzített Roundhouse rúgással belerepíti Bisont egy óriási monitorba, hatalmas robbanást okozva ezzel. A kár erős elektromos zavarokat okoz, amelyek destabilizálja a bázis áramellátó rendszerét, de a hősök megtalálják és kiszabadítják a túszokat éppen időben, majd mindenkit evakuálnak.
Guile visszamegy a laboratóriumba, és megpróbálja meggyőzni Dhalsimot és Blanka-t hogy menjenek vele, de Blanka megtagadja, hogy ilyen állapotban visszatérjen a társadalomba, Dhalsim pedig elhatározza, hogy felelősséget vállal tetteiért és mindent jóvátesz azzal, hogy a társaságában marad. A robbanás előtt Bison számítógép-szakértője, Dee Jay (Miguel A. Nunez Jr.) ellop egy teherautónyi pénzt Bisontól, és egy titkos átjárón keresztül kimenekül Sagattal együtt, elkerülve ezzel a letartóztatást, azonban rájönnek, hogy a pénz hasztalan, értéktelen. Amikor a templom összeomlik a robbanás után, mindenki azt hiszi, hogy Guile meghalt a pusztításban, de ekkor előbukkan a füstök közül. Miután Guile társalog Chun-li, Ryu, Ken, Cammy, Zangief (Andrew Bryniarski) (aki azután csatlakozott hozzájuk, miután informálta Dee Jay, hogy Bison az ellenség), nézik, ahogy a templom darabjaira hullik.
A film otthoni videó verzióján, a credits után visszatér a kép M. Bison búvóhelyének romjaihoz, a fő számítógép pedig bejelenti, hogy az elemek töltődnek a napenergiából és elkezdi újraéleszteni Bisont. Bison ökle hirtelen szétroncsolja a kőtörmeléket, és a számítógép képernyőjén a feltámadt diktátor kijelöli a “Világ uralom: újrajátszás”-t.

## Szereplők
| Színész               | Szerep                    | Magyar hang            |
| --------------------- | ------------------------- | ---------------------- |
| Jean-Claude Van Damme | William F. Guile ezredes  | Haás Vander Péter      |
| Raúl Juliá            | M. Bison admirális        | Reviczky Gábor         |
| Ming-Na Wen           | Chun-Li                   | Biró Anikó             |
| Damian Chapa          | Ken Masters               | Holl Nándor            |
| Kylie Minogue         | Cammy                     | Balázs Ági             |
| Simon Callow          | AN-tiszt                  |                        |
| Byron Mann            | Ryu                       | Háda János             |
| Roshan Seth           | Dhalsim                   | Cs. Németh Lajos       |
| Andrew Bryniarski     | Zangief                   | Szalai Imre            |
| Grand L. Bush         | Balrog                    | Varga Tamás            |
| Robert Mammone        | Carlos "Charlie" / Blanka | Pálfai Péter           |
| Miguel A. Núñez, Jr.  | Dee Jay                   | Sinkovits-Vitay András |
| Gregg Rainwater       | T. Hawk                   | Petridisz Hrisztosz    |
| Kenya Sawada          | Sawada kapitány           | Botár Endre            |
| Jay Tavare            | Vega                      | Karsai István          |
| Peter Tuiasosopo      | E. Honda                  | Várkonyi András        |
| Wes Studi             | Sagat                     | Varga T. József        |

## Fogadtatás

### Bevételi adatok
A film a bemutató napján 3 124 775 dolláros bevételt szerzett. Az első hétvégén 9,5 millió dollár bevételt termelt, harmadik helyezést érve el a Dumb és Dumber – Dilibogyók és a Télapu mögött.
A második hétvégén a bevétele 7,17 millió dollár volt, így a hetedik helyre esett vissza a ranglistán. Észak-Amerikában 33 423 521, a többi országban 66 000 000, így világszerte összesen 99 431 786 dolláros bevételt ért el.